# Ryōichirō Yoshida
Pour les articles homonymes, voir Yoshida.
 (mai 2025).
Si vous disposez d'ouvrages ou d'articles de référence ou si vous connaissez des sites web de qualité traitant du thème abordé ici, merci de compléter l'article en donnant les références utiles à sa vérifiabilité et en les liant à la section « Notes et références ».
Ryōichirō Yoshida (吉田 良一郎) est un musicien japonais membre fondateur du groupe Yoshida Brothers (吉田 兄弟, Yoshida kyōdai) avec son frère Ken'ichi (吉田 健一).
Il est né le 26 juillet 1977 à Noboribetsu  sur l'île de Hokkaidō. Il commence le shamisen (Musique folk) en 1983, à l'age de cinq ans, et en 1990 (à douze ans), il devient l'élève de  Takashi Sasaki (佐々木孝氏) un maître du tsugaru shamisen.

## Discographie
- 2000 : Move (album)
- 2000 : Ibuki (いぶき?) (album)
- 2002 : Soulful (album)
- 2002 : Storm (single)
- 2003 : Frontier (album)